# Shane Holdaway
Shane Holdaway (* 1. August 1997 in Anaheim) ist ein US-amerikanischer Volleyballspieler.

## Karriere
Holdaway begann seine Karriere an der Huntington Beach High School. Von 2019 bis 2023 studierte er an der Long Beach State University und spielte in der Universitätsmannschaft. Mit dem Team wurde er 2019 Meister und 2022 Vizemeister. Nach seinem Studium ging er 2023 zum Schweizer Erstligisten Volley Amriswil. Mit Amriswil gewann er in der Saison 2023/24 den Schweizer Pokal. In der Saison 2024/25 spielte er mit dem französischen Verein Chaumont Volley-Ball 52 in der Champions League. In der nationalen Meisterschaft erreichte der Verein das Halbfinale. Holdaway gab bei der Nations League 2025 sein Debüt in der US-Nationalmannschaft, zog sich dabei aber eine schwere Verletzung an der Achillessehne zu. Zur Saison 2025/26 wurde er vom deutschen Bundesligisten SVG Lüneburg verpflichtet. Dort kann er wegen der Verletzung zunächst nicht zum Einsatz kommen.